# Distrito electoral de Purdum (condado de Blaine, Nebraska)
Purdum (en inglés: Purdum Precinct) es un distrito electoral ubicado en el condado de Blaine en el estado estadounidense de Nebraska. En el Censo de 2010 tenía una población de 133 habitantes y una densidad poblacional de 0,18 personas por km².

## Geografía
Purdum se encuentra ubicado en las coordenadas 41°57′27″N 100°8′50″O / 41.95750, -100.14722. Según la Oficina del Censo de los Estados Unidos, Purdum tiene una superficie total de 730.34 km², de la cual 727.85 km² corresponden a tierra firme y (0.34%) 2.49 km² es agua.

## Demografía
Según el censo de 2010, había 133 personas residiendo en Purdum. La densidad de población era de 0,18 hab./km². De los 133 habitantes, Purdum estaba compuesto por el 98.5% blancos, el 0% eran afroamericanos, el 0% eran amerindios, el 0% eran asiáticos, el 0% eran isleños del Pacífico, el 0% eran de otras razas y el 1.5% pertenecían a dos o más razas. Del total de la población el 0% eran hispanos o latinos de cualquier raza.